# スー郡 (ネブラスカ州)
座標: 北緯42度29分 西経103度46分 / 北緯42.48度 西経103.77度
スー郡（英: Sioux County）は、アメリカ合衆国のネブラスカ州にある郡。2000年時点の人口は1,475人で、郡庁所在地はハリソン (Harrison)。
ネブラスカ州のナンバープレートで、スー郡の車両は最初の数字が80になっている。これは1922年にナンバープレートの制度を確立した際、スー郡の車両登録台数が州内の郡のなかで80番目に多かったからである。

## 地理
アメリカ合衆国国勢調査局によると、この郡は総面積5,354 km2 (2,067 mi2) である。このうち5,352 km2 (2,067 mi2)が陸地で、2 km2 (1 mi2) が川や湖などの水地域である。総面積のうちの0.04%が水地域となっている。

### 隣接する郡
- フォールリバー郡 (サウスダコタ州)（北）
- ボックスビュート郡（東）
- ドーズ郡（東）
- スコッツブラフ郡（南）
- ゴシェン郡 (ワイオミング州)（南西）
- ニオブララ郡 (ワイオミング州)（北西）

### 国立保護区
- アゲート化石層ナショナル・モニュメント
- ネブラスカ国有林（部分管轄）
- オグララ国立草原（部分管轄）

## 人口動静

2000年国勢調査時の郡の人口ピラミッド

2000年の国勢調査によると、スー郡には1,475人、605世帯、及び444家族が暮らしている。人口密度は0/km2 (1/mi2) で、0/km2 (0/mi2) の平均的な密度に780軒の住居が建っている。この郡の人種の構成は白人97.63%、先住民0.14%、アジア系0.20%、黒人（アフリカ系アメリカ人）と太平洋諸島系はおらず、その他の人種1.15%、および混血0.88%で、2.31%の人々がヒスパニックまたはラテン系である。郡の住民の36.9%がドイツ系、11.3%がアイルランド系、11.0%がアメリカ系、10.6%がイングランド系移民の子孫である。
スー郡に住む605世帯のうち、28.10%は18歳未満の子どもと暮らしており、65.30%は夫婦で生活している。5.10%は未婚の女性が世帯主であり、26.60%は家族以外の住人と同居している。23.60%は独居で、全世帯の9.40%は65歳以上の独居老人世帯である。1世帯あたりの平均人数は2.44人であり、家庭の場合は2.86人である。
郡の住民は24.30%が18歳未満の子どもで、18歳以上24歳以下が7.20%、25歳以上44歳以下が24.70%、45歳以上64歳以下が27.50%、および65歳以上が16.20%となっている。平均年齢は42歳である。女性100人に対して男性は111.00人いて、18歳以上の女性100人に対しては男性は102.20人いる。
郡の世帯ごとの平均収入は29,851米ドルで、家族ごとでは31,406米ドルである。男性の23,409米ドルに対して女性は21,490米ドルの平均的な収入がある。この郡の一人当たりの収入 (per capita income) は15,999米ドルである。総人口の15.40%、家族の11.10%は貧困線以下である。18歳未満の子どもの24.40%及び65歳以上の7.50%は貧困線以下の生活を送っている。

## 名所
- アゲート化石層ナショナル・モニュメント
- オグララ国立草原
- トウドストゥール地質公園
- ハドソン＝メン・バイソン・キル

## 村
- ハリソン (en:Harrison, Nebraska)